# たくろう
たくろうは、吉本興業（大阪本社）所属のお笑いコンビ。2016年3月9日結成。

## メンバー
赤木 裕（あかぎ ゆう、1991年10月24日 - ）（33歳）
ボケ担当【たまにツッコミ（漫才）】。立ち位置は向かって左。
身長171cm、体重48㎏。血液型O型。太い眉毛とシャツの裾をズボンの中に入れたファッションが特徴。NSC大阪校37期出身。
滋賀県大津市出身。野洲小学校から平野小学校へ転校し大津市立打出中学校、光泉高等学校を経て京都産業大学卒業。
小学生時代から空手と野球をしており、中学生時代も野球部に所属。高校でも野球を続けたが、3年生の頃にマネージャーへ転向。大学時代は草野球チームに所属した。巨人ファン。
実況パワフルプロ野球が上手い。趣味にするほど野球とONE PIECEが大好き。特技はペン回しと歌。
きむらバンド（1990年1月28日 - ）（35歳）
本名：木村 太一（きむら たいち）
ツッコミ担当【たまにボケ（漫才）】、立ち位置は向かって右。
身長170cm、体重60kg。血液型A型。茶髪のパーマが特徴。NSC大阪校36期出身。
愛媛県松山市出身。愛媛県立松山中央高等学校卒業、松山大学中退。
木村拓哉の大ファンで、毎週ラジオを聴くことが趣味。

## 略歴
NSC大阪校の先輩と後輩で結成。NSC入学前から赤木は地元の同級生と漫才コンビを組んでライブハウスでライブの合間に漫才をしていた。
NSCでは卒業後、アシスタントとして1期下の後輩への授業補助のアルバイトができる制度が設けられていて、きむらは37期生の授業でのアシスタントをしていた。きむらは2014年6月から2015年9月までは杉元修平（現・カンタービレ）とコンビ『バンドワゴン』として活動、当初の赤木はNSCの同期と『あぶりぽンズ』、『ムミムシュウ』というコンビを結成・活動するがいずれも解散。その際にきむらが「めちゃくちゃおもしろいけど余っている」と赤木の噂を聞きつけて声をかけたのを契機にコンビを結成。コンビ名はきむらが好きな木村拓哉と赤木の好きなイチローからそれぞれ取り、組み合わせたもの。
M-1グランプリには2016年度から出場しており、2016年は3回戦敗退、2017年は結成2年目で準々決勝まで進出し、2018年には初の準決勝進出。全国的には無名ながら、敗者復活戦では視聴者投票で5位にランクインした。2019年、2020年は準々決勝進出。
よしもと漫才劇場を中心に活動しており、結成5か月で2016年8月7日開催のKakeru翔GPで優勝したほか、2018年7月の今宮子供えびすマンザイ新人コンクールで新人漫才福笑大賞を受賞している。

## 芸風
主に漫才で、赤木の挙動不審な言動にきむらが優しくツッコむスタイル。ネタは赤木がベースを書き、2人で合わせながら作成する。赤木のボケは普段の生活中などに生じたものや考えたことをそのまま使っている。2022年M-1グランプリではボケとツッコミを入れ替えたスタイルでの漫才も披露している。
出囃子は大野克夫バンド『名探偵コナン・メインテーマ』。

## 賞レースなどでの戦績

### M-1グランプリ
| 年度             | 結果         | エントリーNo. | 備考                    |
| ---------------- | ------------ | ------------- | ----------------------- |
| 2016年（第12回） | 3回戦進出    | 1284          |                         |
| 2017年（第13回） | 準々決勝進出 | 3482          |                         |
| 2018年（第14回） | 準決勝進出   | 2195          | 予選12位、敗者復活戦5位 |
| 2019年（第15回)  | 準々決勝進出 | 3453          |                         |
| 2020年（第16回)  | 準々決勝進出 | 159           | 特例シード              |
| 2021年（第17回） | 3回戦進出    | 3024          |                         |
| 2022年（第18回） | 準々決勝進出 | 1455          |                         |
| 2023年（第19回） | 3回戦進出    | 5582          |                         |
| 2024年（第20回） | 準々決勝進出 | 1598          | 1回戦1位通過            |

### その他
- 2018年 第39回 ABCお笑いグランプリ 決勝進出[11][12]
- 2018年 第39回 今宮子供えびすマンザイ新人コンクール 新人漫才福笑大賞[10]
- 2019年 第49回 NHK上方漫才コンテスト 本選進出[13][14]
- 2019年 第8回 ytv漫才新人賞決定戦 準優勝[15][16]（ROUND1 1位通過[17][18]）
- 2019年 第40回 ABCお笑いグランプリ 最終予選進出[19]
- 2019年 第6回 NHK新人お笑い大賞 決勝進出
- 2019年 そろそろ にちようチャップリン プレゼンツ お笑い統一王座GP2019 グランドチャンピオン大会
- 2021年 第10回 ytv漫才新人賞決定戦 第4位（ROUND2 1位通過）
- 2022年 第11回 ytv漫才新人賞決定戦 第6位（ROUND2 2位通過）
- 2023年 R-1グランプリ2023 準決勝進出(赤木のみ)、復活ステージ2位
- 2024年 第13回 ytv漫才新人賞決定戦 第5位(敗者復活)
- 2024年 第54回NHK上方漫才コンテスト 準優勝

## 主な出演歴

### テレビ
- アキナ・和牛・アインシュタインのバツウケテイナー（サンテレビ）
- 今ちゃんの「実は…」（朝日放送、2018年9月19日 - ）月1回程度出演
- まちけん参上!～あなたの街のおもしろ検定～（NHK総合、2018年11月18日 - 、リポーターとして不定期出演）
- 名門!モウカリマッカー学園～西梅田校新聞部～（テレビ大阪、2019年3月8日 - ）[20]

### ラジオ
- オンスト（YES・fm、2019年4月 - ）木曜日[21][22]
  - オンスト（YES・fm、2018年4月6日・5月9日・7月9日・8月15日、ゲスト出演、2018年7月9日放送回は祇園の代役としてパーソナリティを担当。）
- 祇園のNEXT芸人コレクション（ラジオ大阪、2018年6月19日）
- 週刊ヤングフライデー（MBSラジオ、2018年7月27日）
- マルセイユの朝まで生まんげき（MBSラジオ、2018年7月9日）
- 銀シャリの炊きたてふっくらじお（KBS京都、2018年8月19日）
- ますます!ハイヒール（MBSラジオ、2018年9月1日）
- たくろうのNEXT芸人コレクション[23][24]（ラジオ大阪、2019年8月 - 9月）

### ネット番組
- ザ・プラン9 浅越ゴエ&ヤナギブソンの大喜利ナイト（SHOWROOM、2018年7月5日）
- 藤崎マーケットの人狼ナイト（SHOWROOM、2018年10月9日）

## 単独ライブ
- 2018年
  - 2月18日 - 『今日のたくろう』（よしもと漫才劇場）
  - 7月18日 - 『今日のたくろう』（よしもと漫才劇場）
  - 12月23日 - 『Forever Laugh』（よしもと漫才劇場）
- 2019年
  - 2月16日 - からし蓮根・たくろう合同単独ライブ『road to 火の国＆forever たくろう』
  - 6月29日 - 『きよさん』（よしもと漫才劇場）
  - 7月26日 - 『よしのぶ』（ヨシモト∞ホール）
- 2020年
  - 2月15日 - 『Dremars High』（よしもと漫才劇場）
- 2021年
  - 8月13日 -『らいおんの全て』（よしもと漫才劇場）
- 2022年
  - 1月15日 -『明るいロングヘアー』(よしもと漫才劇場)
  - 5月15日 - 『ヨロヨロヨロッピー』(神保町よしもと漫才劇場)
  - 8月10日 - 『コーラコーラ』(よしもと漫才劇場)
- 2023年
  - 2月19日 - 『ペンター』(よしもと漫才劇場)
  - 8月4日 - からし蓮根・たくろう合同単独『「one more火の国」＆「マルウス」』(よしもと漫才劇場)
- 2024年
  - 1月26日 - 『プーノ』(よしもと漫才劇場)
  - 5月6日 - からし蓮根・たくろう合同単独『「one more火の国」＆「マルウス」』(よしもと漫才劇場)